# Clanga hastata
L'aquila anatraia indiana (Clanga hastata (Lesson, 1834)) è un uccello della famiglia Accipitridae, endemico del subcontinente indiano.

## Descrizione
L'aquila indiana misura  circa 60 cm di lunghezza e ha un'apertura alare di 150 cm.

È a testa larga, con la bocca più ampia di tutte le aquile maculate. Questa specie ha una colorazione più leggera rispetto ai suoi parenti, ha iride scura che fa apparire gli occhi più scuri del piumaggio (piuttosto che il contrario come nelle aquile macchiate  del Nord). Gli adulti possono essere distinti dall'aquila anatraia maggiore (Aquila clanga) per il suo colore più chiaro, gli occhi scuri, e la preferenza di habitat. 
Dopo circa tre o quattro mesi gli uccelli giovani sono marrone lucido con la punta della testa e del collo color crema, dando un aspetto maculato. 
Le copritrici della coda superiori sono di colore marrone chiaro con tratti bianchi dando un aspetto sbarrato. Le copritrici mediane hanno grandi macchie cremose. Dopo circa diciotto mesi l'uccello muta e diventa una tonalità più scura e ha meno punti.

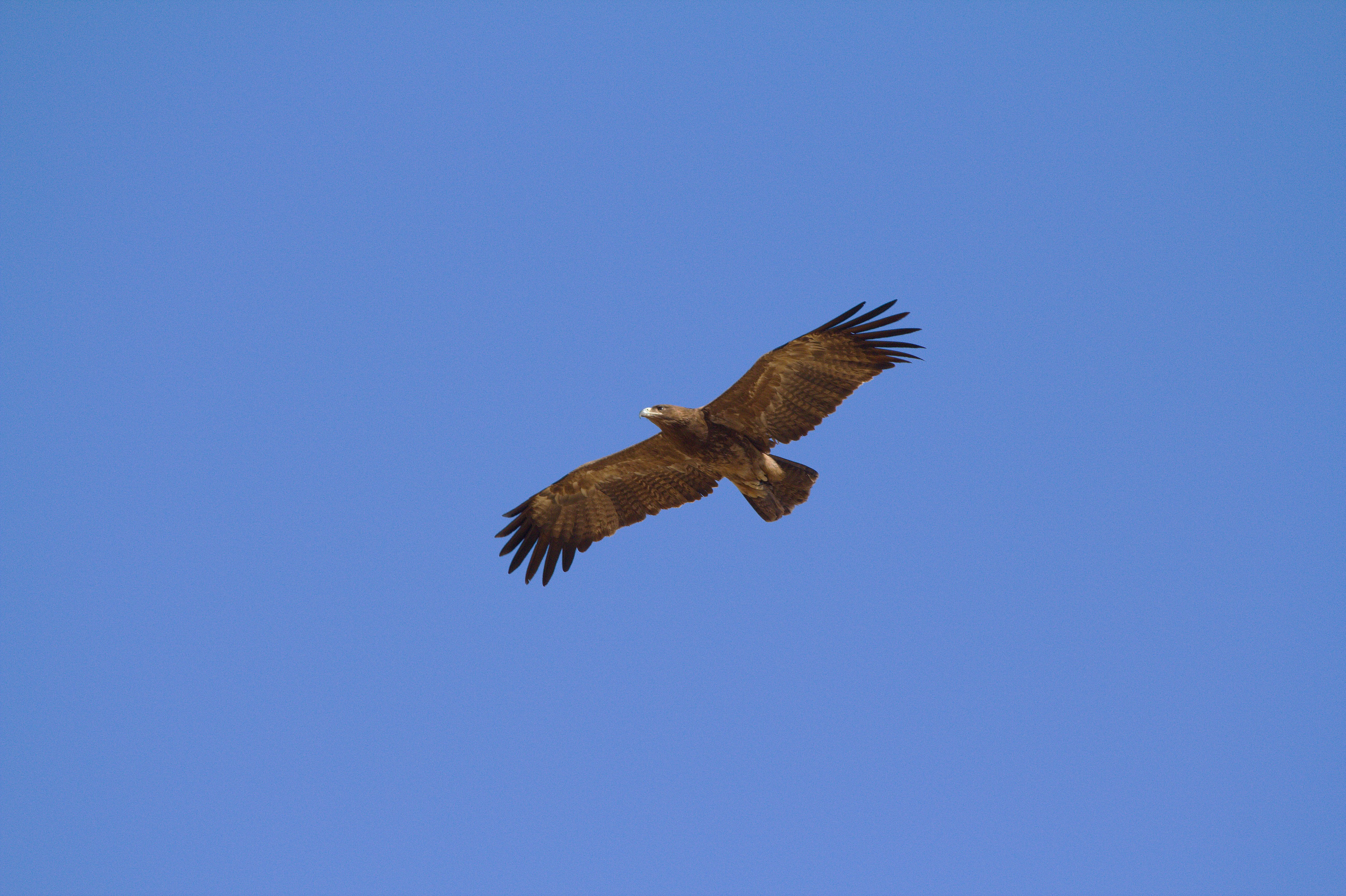
Aquila indiana in volo

## Distribuzione e habitat
Questa aquila è diffusa in Pakistan, Bangladesh, India, Myanmar e Nepal, dove predilige le foreste secche tropicali e subtropicali, le piantagioni e i terreni coltivati.
In India, è presente nelle pianure del Gange, a est fino a Manipur, nel Madhya Pradesh e Orissa meridionale, ma nel sud limitata a Kotagiri e Mudumalai, distretto di Nilgiri, Tamil Nadu e Tumakuru, Karnataka.

## Conservazione
In Nepal, è presente in molte riserve protette, come quella del Chitwan, nel Bardia, in Suklaphanta e in Koshi Tappu.